# 火龙岗镇
火龙岗镇，是中国安徽省芜湖市弋江区原下辖的一个乡镇级行政单位。2011年6月23日，原火龙岗镇撤销，设火龙街道和白馬街道。

## 行政区划
火龙岗镇共辖以下地区：
四联居委会、石硊居委会、白马村、塔影村、义兴村、新义村、新大垾村、牌坊村、清竹村、新山村、新联村、善瑞村、火龙村、良福村、围山村。